# Болдаевка
Болдаевка — деревня в городском округе Коломна Московской области России
До 2020 года в составе городского округа Озёры. До 2015 года относилась к сельскому поселению Клишинское, до муниципальной реформы 2006 года — деревня Редькинского сельского округа. Население — 6 чел. (2021).

## Население
| 1859 | 1926 | 2002 | 2006 | 2010 | 2015 | 2021 |
| ---- | ---- | ---- | ---- | ---- | ---- | ---- |
| 29   | ↗70  | ↘6   | ↗8   | ↘6   | →6   | →6   |

## География
Расположена в западной части района, примерно в 8 км к западу от центра города Озёры. В деревне одна улица — Дачная. Ближайшие населённые пункты — село Сеньково, а также деревня Лазаревка и посёлок Большое Руново Каширского района.

## Исторические сведения
Деревня — выселок из села Сенькова, иногда называемая Романовкой. В «Списке населённых мест» 1862 года Сенковские выселки (Романовка) — владельческая деревня 2-го стана Каширского уезда Тульской губернии по левую сторону Зарайской большой дороги (с севера на юг), в 18 верстах от уездного города, при овраге Бурдине, с 2 дворами и 29 жителями (16 мужчин, 13 женщины).
Постановлением президиума Каширского уездного исполнительного комитета 4 апреля 1923 года Каширский уезд включён в состав Московской губернии.
По материалам Всесоюзной переписи населения 1926 года — деревня Сеньковского сельсовета Богатищевской волости Каширского уезда, проживало 70 жителей (37 мужчин, 33 женщины), насчитывалось 11 крестьянских хозяйств.